# اسکای‌لب ۲
اسکای‌لب ۲ یک ایده ایستگاه فضایی بود که در سال ۲۰۱۳ توسط دفتر طرح‌های پیشرفته مرکز پرواز فضایی مارشال ناسا پیشنهاد شد تا در نقطه لاگرانژی زمین-ماه L 2 قرار گیرد. اسکای لب ۲ که توسط پیمانکار ناسا، برند گریفین پیشنهاد شده بود، به عنوان یک «کارگاه مرطوب» با استفاده از مخزن سوخت هیدروژن موشک چندمرحله‌ای از سیستم پرتاب فضایی (SLS) ساخته می‌شد، درست همان‌طور که اسکای‌لب در ابتدا برای ساخت «مرطوب» برنامه‌ریزی شده بود. از مخازن موشک سوخت مایع مصرف شده مرحله فوقانی زحل S-IVB. اگر اسکای‌لب ۲ ساخته می‌شد، اولین ایستگاه دارای خدمه بود که فراتر از مدار ماه قرار می‌گرفت.